# Håkan Lindberg
Håkan Lindberg (18 dicembre 1938 – 21 dicembre 2010) è stato un pilota automobilistico svedese, vincitore nel campionato internazionale costruttori del rally dell'acropoli e di quello d'Austria entrambi nel 1972 su Fiat 124 Abarth Rally.
La sua carriera rallistica iniziò in Fiat-Abarlth alla guida di una Fiat 125 S, per poi passa al volante della 124 Abarth.